# Polizia tribale navajo
La Polizia tribale navajo (Navajo Tribal Police o Navajo Nation Police) è un corpo di polizia presente nella Nazione Navajo nel sudovest degli Stati Uniti. È sotto il comando del  Dipartimento di pubblica sicurezza navajo ed è capitanata da un capo della polizia, da sei capitani e otto tenenti. Nella Polizia navajo sono presenti: il Dipartimento per gli affari interni, le pattuglie, le unità cinofile, reparto Operazioni tattiche, la polizia stradale, l'Agenzia di controllo fiscale, la Divisione reclutamento e quella addestramento. Sette distretti dipendono dalla Polizia navajo: Chinle, Crownpoint, Dilkon, Kayenta, Shiprock, Tuba City e Window Rock. Attualmente vi sono 330 agenti, 45 ispettori e 279 civili, che vengono impiegati come volontari.

Vi è approssimativamente 1,9 agenti ogni 1 000 abitanti e ogni agente è responsabile del pattugliamento di 180 km² (70 miglia quadrate) della Riserva. La  Polizia tribale navajo è finanziata da fondi federali e dai fondi della Nazione Navajo.

## Storia
Il trattato del 1868, che permise ai Navajo di lasciare la prigionia di Fort Sumner, stabilì la responsabilità del Governo federale nel campo del mantenimento dell'ordine e della legge. La prima  polizia navajo venne creata nel 1872, tuttavia venne sciolta tre anni dopo nonostante il suo buon funzionamento. La polizia, finanziata dal Governo degli Stati Uniti, continuò ad essere presente all'interno della Riserva, ma si dovette attendere il 1959 per vedere rifondata la  polizia navajo sotto la richiesta del Consiglio tribale navajo. La nuova polizia fu responsabile, non solo del mantenimento della legge, ma anche della custodia e del mantenimento dei prigionieri.